# Loukov, Mladá Boleslav
Loukov là một làng thuộc huyện Mladá Boleslav, vùng Středočeský, Cộng hòa Séc.